# اینترلوکین ۲
اینترلوکین ۲ (انگلیسی: Interleukin 2) یکی از اینترلوکینهای مهم بدن است که از گلبول‌های سفید ترشح می‌شود و در پاسخ‌های التهابی و ایمنی نقش دارد. اینترلوکین دو از سلول‌های لنفوسیت تی کمک‌کننده ترشح می‌شود و بر سلول‌های لنفوسیت تی، لنفوسیت‌های بی، سلول کشنده طبیعی، درشت‌خوار و الیگودندروسیت مؤثر است. اصلی‌ترین کارکرد این سایتوکین تمایز و تولید سریع‌تر لنفوسیت تی است.